# Браянт (Іллінойс)
Браянт (англ. Bryant) — селище (англ. village) в США, в окрузі Фултон штату Іллінойс. Населення — 168 осіб (2020).

## Географія
Браянт розташований за координатами 40°27′56″ пн. ш. 90°5′42″ зх. д. / 40.46556° пн. ш. 90.09500° зх. д. (40.465669, -90.094951).  За даними Бюро перепису населення США в 2010 році селище мало площу 0,61 км², уся площа — суходіл. В 2017 році площа становила 0,64 км², уся площа — суходіл.

## Демографія
Згідно з переписом 2010 року, у селищі мешкало 220 осіб у 92 домогосподарствах у складі 57 родин. Густота населення становила 362 особи/км².  Було 105 помешкань (173/км²).
Расовий склад населення:
| - 99,1 % — білих - 0,5 % — корінних американців |

До двох чи більше рас належало 0,5 %. Частка іспаномовних становила 0,5 % від усіх жителів.
За віковим діапазоном населення розподілялося таким чином: 25,9 % — особи молодші 18 років, 58,6 % — особи у віці 18—64 років, 15,5 % — особи у віці 65 років та старші. Медіана віку мешканця становила 42,5 року. На 100 осіб жіночої статі у селищі припадало 100,0 чоловіків;  на 100 жінок у віці від 18 років та старших — 94,0 чоловіків також старших 18 років.
Середній дохід на одне домашнє господарство  становив 53 645 доларів США (медіана — 51 429), а середній дохід на одну сім'ю — 65 823 долари (медіана — 75 500). Медіана доходів становила 45 000 доларів для чоловіків та 41 667 доларів для жінок. За межею бідності перебувало 19,0 % осіб, у тому числі 32,4 % дітей у віці до 18 років та 6,7 % осіб у віці 65 років та старших.
Цивільне працевлаштоване населення становило 94 особи. Основні галузі зайнятості: роздрібна торгівля — 24,5 %, транспорт — 13,8 %, освіта, охорона здоров'я та соціальна допомога — 11,7 %, мистецтво, розваги та відпочинок — 10,6 %.